# 世界湖沼会議
世界湖沼会議（せかいこしょうかいぎ、英語：World Lake Conference）は世界各地から研究者・行政・市民・NGOが一堂に会し、世界の湖沼とその流域で起こっている多様な環境問題の解決に向けて議論し、情報交換を行う国際会議である。

## 沿革
1984年8月27日から31日にかけて、第1回の会議が「世界湖沼環境会議」として、滋賀県の提唱により大津市で開催された。以来、公益財団法人国際湖沼環境委員会が現地機関と協力し、ほぼ2年おきに世界各地で開催されている。
第18回会議は、新型コロナウイルス感染拡大の影響で1年延期され、2021年11月にオンラインで開催された。
琵琶湖宣言、武漢宣言、オースティン宣言など、世界の湖沼管理の方向を示す重要な宣言や提言が発表されている。

## 過去の会議

### 第1回
（1984年、LECS'84、滋賀県大津市（琵琶湖畔）
- テーマ「湖沼環境の保全と管理―人と湖の共存の道をさぐる」
- 基調講演、分科会（3会場）、ポスターセッション、視察（琵琶湖上視察・水質調査）
- 琵琶湖宣言採択

### 第2回
（1986年、マキノウ'86）  米国・ミシガン州マキノウ島（ミシガン湖畔）
- テーマ「毒性物質による汚染問題―世界の大湖沼の水質を脅かす重要問題」
- 分科会（4会場）、ポスターセッション

### 第3回
（1988年、バラトン'88）　ハンガリー・ケストヘイ市（バラトン湖畔）
- テーマ「富栄養化・酸性化・毒性物質汚染・モデリング・湖沼回復保全アプローチ・関係者の役割・環境問題全般」
- 基調講演、分科会、討論会、ポスターセッション、視察（バラトン陸水学研究所等）

### 第4回
（1990年）世界湖沼会議（杭州’90）　中国・杭州市（西湖畔） 
- 基調講演、分科会、ポスターセッション

### 第5回
（1993年）世界湖沼会議（ストレーサ’93）　イタリア・ストレーサ市（マジョレー湖畔）
- テーマ「21世紀に向けた湖沼生態系保全戦略」
- 基調講演、8分科会、ポスターセッション

### 第6回
（1995年）世界湖沼会議（霞ヶ浦’95）　茨城県つくば市・土浦市
- テーマ「人と湖沼の調和」－持続可能な湖沼と貯水池の利用をめざして
- 記念講演、基調講演、7分科会、霞ヶ浦セッション、国際湖沼環境政策フォーラム、ポスターセッション、県内視察

### 第7回
（1997年）世界湖沼会議（ラカール’97）アルゼンチン・サンマルティン・デ・ロス・アンデス市（ラカール湖畔）
- テーマ「Keep the natural lake environment clean for future generations」
- 講演、7分科会、6特別分科会

### 第8回
（1999年）世界湖沼会議（Lake’99）デンマーク・コペンハーゲン市
- テーマ「持続可能な湖沼管理」
- 記念講演、19分科会、ポスターセッション、5ワークショップ、会期前トレーニングコース

### 第9回
（2001年）世界湖沼会議（BIWAKO 2001） 滋賀県大津市（琵琶湖畔）
- テーマ「湖沼をめぐる命といとなみへのパートナーシップ」～地球淡水資源の保全と回復の実現に向けて
- 基調講演、全体会議、琵琶湖セッション、5分科会、自由会議、ワークショップ、ポスターセッション、琵琶湖視察・エコテクニカルツアー

### 第10回
（2003年）世界湖沼会議（シカゴ2003）
- テーマ「大湖沼への地球規模の脅威：不安定で予測不可能な環境下での管理」
- 基調講演、48分科会、ポスターセッション

### 第11回
（2005年）世界湖沼会議（ケニア2005）
- テーマ「湖沼流域の持続的管理に向けて：世界の経験とアフリカ大陸の課題」

### 第12回
（2007年）世界湖沼会議（taal 2007）
- テーマ「将来に向けての湖沼と湿地の保全」

### 第13回
（2009年）世界湖沼会議（武漢 2009）
- テーマ「湖沼生態系の復元：世界の挑戦と中国の取り組み」
- 武漢宣言採択

### 第14回
（2011年）世界湖沼会議（オースティン 2011）
- テーマ「湖沼、河川、地下水、海外域の“つながり”を考える」
- オースティン宣言採択

### 第15回
（2014年）世界湖沼会議（ペルージャ 2014）
- テーマ「湖沼は地球の鏡：生態系と人間活動の健やかな調和に向けて」
- ペルージャ宣言採択

### 第16回
（2016年）世界湖沼会議（バリ 2016）
- テーマ「湖沼生態系の健全性と回復力－生物多様性と種の絶滅の危機－」[3]
- バリ宣言採択[4]

### 第17回
（2018年）世界湖沼会議（いばらき霞ヶ浦2018）茨城県つくば市・土浦市（霞ヶ浦湖畔）
- テーマ「人と湖沼の共生―持続可能な生態系サービスを目指して―」

### 第18回
（2021年）世界湖沼会議（メキシコ、グアナフアトよりオンライン開催）
- テーマ「より良い社会に向けた湖沼のガバナンス・回復力・持続可能性」

- 第18回は、2020年にメキシコでの開催予定だったが、新型コロナウイルス感染拡大の影響で1年延期された。2021年11月9日から11日にかけての3日間、グアナフアトからオンラインで開催された。第1回開催地の滋賀県は姉妹友好州の米国ミシガン州と、琵琶湖と五大湖の現状を共同発表した[2][5]。